# Swijażsk
Swijażsk (ros. Свия́жск; tat. Зөя, Zöyä) – wieś (ros. село, trb. sieło) w Rosji, w Tatarstanie. Miasto od XVI wieku do 1932 roku.

## Historia

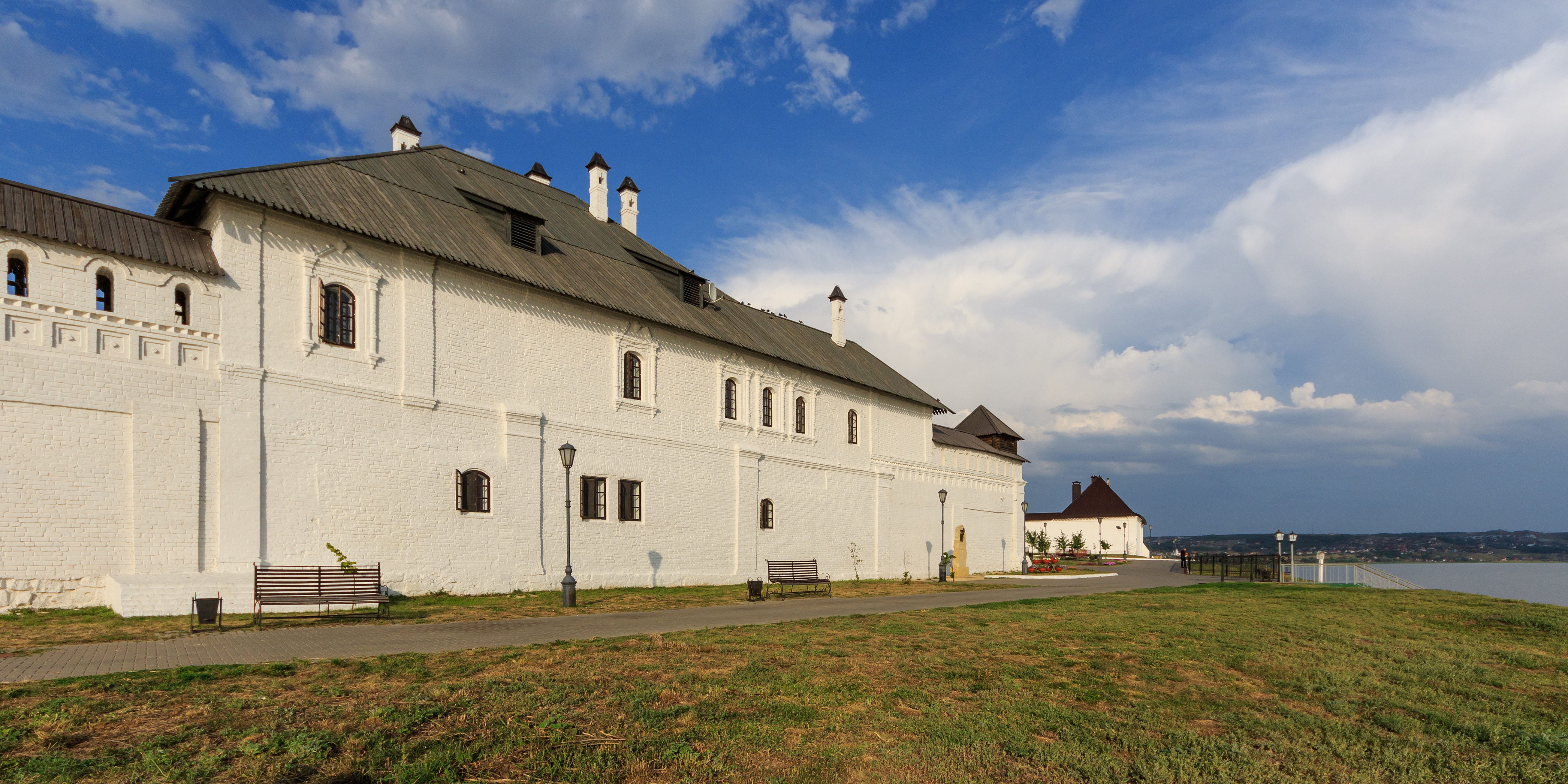
Swijażsk

W trakcie powrotu z wyprawy wojennej z Kazania, Iwan Groźny zatrzymał się na prawym brzegu Wołgi i wybrał miejsce pod budowę nowej twierdzy skąd państwo moskiewskie mogłoby prowadzić ekspansję przeciw Chanatowi kazańskiemu. Twierdzę wybudowano ze spławionych rzeką gotowych drewnianych elementów w 1551 roku i była ona główną bazą w trakcie moskiewskiego ataku na Kazań w 1552 roku. Był to później jeden z głównych ośrodków prawosławnej chrystianizacji Tatarstanu. Po wybudowaniu zbiornika wodnego w 1957 roku znajduje się na wyspie.
Obecnie jest to w Tatarstanie cel wielu wycieczek turystycznych.

## Zabytki
- Monaster Zaśnięcia Matki Bożej (XVI w.), w kompleksie którego znajdują się cerkiew św. Mikołaja oraz sobory Zaśnięcia Matki Bożej i Ikony Matki Bożej „Wszystkich Strapionych Radość”
- monaster św. Jana Chrzciciela (XVI w.) z cerkwiami Trójcy Świętej i św. Sergiusza
- Cerkiew Świętych Konstantyna i Heleny (XVI–XVIII w.)